# Paul Dugueyt
Paul Dugueyt est un homme politique français né le 17 septembre 1877 à Virieu (Isère) et décédé le 4 avril 1943 à Saint-Geoire-en-Valdaine (Isère).

## Biographie
Issu d'une ancienne famille du Dauphine Paul Dugueyt obtient à l'Université de  Grenoble une licence d'histoire. Il est admis à  l'École nationale des chartes en 1898, mais n'obtient son diplôme d'archiviste paléographe qu'en 1906 avec une thèse intitulée Essai sur Jacques de Molay, dernier grand maître des Templiers (1244?-18 mars 1344), et entre immédiatement dans le monde des assurances et de l'industrie. 
Il est député de l'Isère de 1919 à 1924, inscrit au groupe de l'Entente républicaine démocratique.  Il est élu, le 16 décembre 1919, avec 34 259 voix, le second de la liste progressiste et libérale de l'Isère (liste dauphinoise d'union nationale et républicaine), dont quatre députés sont élus. Lors des élections suivantes il n'est pas réélu, la liste du Cartel des gauches remportant tous les sièges.  

## Sources
- « Paul Dugueyt », dans le Dictionnaire des parlementaires français (1889-1940), sous la direction de Jean Jolly, PUF, 1960 [détail de l’édition]

1. ↑  De Pressac Pierre.  Paul Dugueyt (1877-1943). In: Bibliothèque de l'école des chartes. 1943, tome 104. p. 420-422. www.persee.fr/doc/bec_0373-6237_1943_num_104_1_460356
2. ↑  Site de l'École des chartes